# Szkoła Podstawowa nr 3 w Gryficach
Szkoła Podstawowa nr 3 im. Wojsk Obrony Powietrznej Kraju, powstała w Gryficach 29 kwietnia 1960 r., została objęta patronatem przez Jednostkę Wojskową 36-92. W 10. rocznicę utworzenia Wojsk Obrony Powietrznej Kraju (1972 r.) placówce nadano imię oraz sztandar. W roku 1986 wojewoda szczeciński uhonorował ją Odznaką Honorową Gryfa Pomorskiego.
Szkoła Podstawowa nr 3 jest jedną z wielu placówek oświatowych powstałych w okresie powojennym XX w. w Gryficach i pierwszą wybudowaną po II wojnie światowej. Położona jest w pobliżu parku miejskiego i miejscowej strzelnicy Ligi Obrony Kraju na osiedlu XXX-lecia. W ogólnopolskich rankingach szkół podstawowych zajmuje coraz wyższe miejsca. Szkoła odnosi liczne sukcesy sportowe i przedmiotowe. W 2010 r. obchodziła jubileusz 50-lecia działalności.

## Z kart historii szkoły

### Lata 50. XX w.
Populacja miasta w 1955 r. osiągnęła stan przedwojenny – ponad 10 tys. mieszkańców. Wzrosło zapotrzebowanie społeczne na nowe lokale mieszkalne i placówki oświatowe. W Gryficach do budowy nowych mieszkań przystąpiono w 1958 r. W tym roku także powstał projekt budowy nowej szkoły, której lokalizację wyznaczono przy ul. Rodziewiczówny. W związku z problemami budżetowymi ówczesnych władz miasta rozpoczęto społeczną zbiórkę pieniężną pod przyszłą inwestycję.

### Lata 1960–1970
Realizację budowy szkoły zlecono Przedsiębiorstwu Budownictwa Terenowego w Gryficach. Przy pracach budowlanych uczestniczyła również społeczność lokalna. Budynek oddano do użytku 29 kwietnia 1960 r., natomiast oficjalne otwarcie nastąpiło 1 września. Budynek szkolny powstał na bazie trzech kondygnacji (piwnicy, parteru i piętra), w kształcie litery H. Bielskie Zakłady Urządzeń Technicznych, w zamian za użyczenie budynku szkolnego pod kolonie letnie, wyposażyły placówkę w dobra nieruchome, m.in. ławki, krzesełka, biurka i częściowo meble. Zakład także wykonał malowanie elewacji szkoły. Placówka z pozyskanych funduszy społecznych zakupiła meblościanki do izb lekcyjnych oraz wykonała montaż ogrodzenia. Większość prac społecznych wykonali żołnierze z miejscowej Jednostki Wojskowej. Wraz ze szkołą wybudowano 6 mieszkań dla nauczycieli, 7 zaś funkcyjnie wydzielono z części powierzchni użytkowej szkoły. Znajduje się na I piętrze.

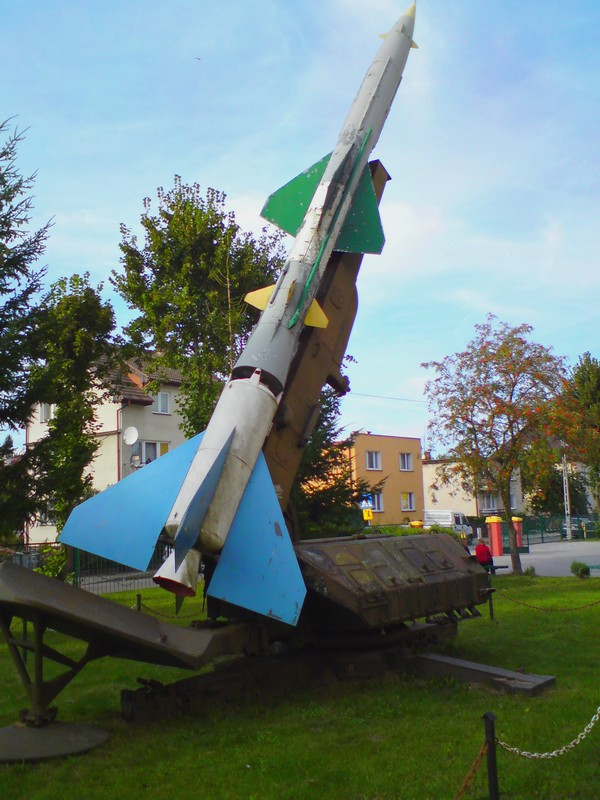
Pomnik. Przeciwlotniczy zestaw rakietowy Wołchow na terenie SP 3 Gryfice, nawiązujący do patrona szkoły

Pierwsze zajęcia roku szkolnego 1960/1961 rozpoczęły się z tygodniowym opóźnieniem ze względu na kosmetyczne wykończenia budynku i przylegającego do niego terenu. Trwały one do końca listopada 1960 r. Placówka w pierwszych latach nauczania była szkołą 7-letnią. Na stanowisko kierownika szkoły (dyrektora) powołano Karola Skoreckiego, który piastował ten urząd niespełna dwa miesiące. W dniu 28 września został odwołany ze stanowiska (później pełnił funkcję zastępcy kierownika w latach 1965–1970). Na jego miejsce nominowano Romana Miszela, który swe obowiązki kierownicze wykonywał do 1974 r. Zastępcą kierownika placówki został Jan Dąbrowski (1960-1965). Ówczesna kadra kierownicza skupiała się na organizacji zajęć dydaktycznych, poprawie funkcjonalności pomieszczeń i zagospodarowaniu obiektu. Urządzono i uruchomiono bibliotekę szkolną. W pierwszym roku szkolnym do placówki przyjęto 727 uczniów, których w 20 oddziałach nauczało 21 nauczycieli. Obsługa administracyjna pozostała w gestii Miejskiej Rady Narodowej. W pierwszym roku nauczania szkołę ukończyło 75 uczniów.
W latach 1961–1969 w wydzielonym pomieszczeniu obiektu zorganizowano siedzibę Gryfickiej Pedagogicznej Biblioteki Powiatowej. W placówce powstały pierwsze organizacje uczniowskie: Spółdzielnia uczniowska Pionier, Szkolna Kasa Oszczędności, Szkolne Koło Sportowe, chór, teatrzyk szkolny oraz zespoły: muzyczne i instrumentalne.
W 1963 r. w drugiej wydzielonej części budynku rozpoczęła funkcjonowanie Zasadnicza Szkoła Budowlana, której kierownikiem został Zbigniew Wesołowski, późniejszy wiceminister Oświaty, wiceprezes Najwyższej Izby Kontroli i doradca ds. kontroli międzynarodowych. Do szkoły uczęszczało ok. 200 uczniów, którzy kształcili się w zawodach: murarza, betoniarza-zbrojarza, montera technicznego urządzeń budowlanych, hydraulika, dekarza i malarza. W ZSB obowiązywały mundurki. W budynku SP 3 szkoła zawodowa funkcjonowała do 1979 r., przeniesiono ją do Zespołu Szkół w Gryficach przy ul. 11 listopada.
W 1964 r. zorganizowano szkolną świetlicę. Dwa lata później powstał półinternat dla dzieci potrzebujących pomocy dydaktyczno-wychowawczej. W tym okresie również zorganizowano trzy drużyny harcerskie. Szczep harcerski otrzymał imię Obrońców Westerplatte oraz własny sztandar (1966). Szkoła odnotowała pierwsze sukcesy dydaktyczne z dziedziny artystycznej, gdzie zespół mandolinistów otrzymał wyróżnienia na przeglądach w Stargardzie Szczecińskim oraz Szczecinie. Zespół ten działał w latach 60. XX w. obok grupy wokalno-instrumentalnej Nihil novi. Powstały pierwsze klasopracownie przedmiotowe. Pod koniec pierwszej dekady pracy szkoły uczniowie placówki ponownie odnieśli sukces. Zdobyli II miejsce w Wojewódzkiej Olimpiadzie Matematycznej (1970).
W 1967 r. w szkole miał miejsce pożar kuchni i stołówki szkolnej. Przyczyną była niedrożność komina. Pomieszczenia te zostały odbudowane dzięki Cukrowni gryfickiej, która pokryła koszty remontu.
W 1968 r. szkołę ośmioletnią ukończyło 99 pierwszych absolwentów (rocznik 1953).

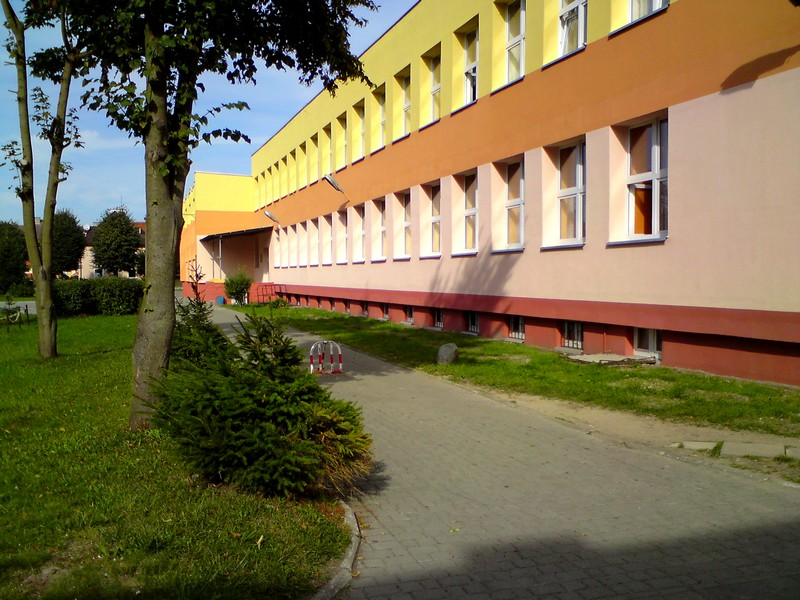
Budynek szkolny od strony wjazdu

W roku 1968 rozpoczęto budowę boiska szkolnego. Teren pod zabudowę wymagał niwelacji. Do pomocy zaangażowano żołnierzy służby zasadniczej z pobliskiej Jednostki Wojskowej oraz społeczność lokalną. W realizację projektu zaangażowały się również miejscowe zakłady pracy. Na nisko położony teren przywieziono setki ton ziemi pozyskiwanej spod budowy blokowisk, natomiast żużel pod 240-metrową bieżnię – z Cukrowni gryfickiej. Nadzór nad całością prac spoczywał na ówczesnym dyrektorze szkoły – Romanie Miszel. Obiekt oddano do użytku w 1970 r.

### Lata 1970–1980
W latach 1971–1972 odnowiono elewację zewnętrzną szkoły.
29 kwietnia 1972 r. Jednostka Wojskowa 36-92 w Gryficach (26 Brygada Artylerii OPK) oficjalnie objęła patronatem Szkołę Podstawową nr 3. Nadała jej imię Wojsk Obrony Powietrznej Kraju oraz sztandar. Tenże został ufundowany przez Jednostkę Wojskową oraz społeczność lokalną. Uroczyście przekazał sztandar ówczesny dowódca 26 Brygady Artylerii Obrony Powietrznej Kraju – płk dypl. M. Wasąga. Sztandar został zaprojektowany przez Zofię Kledzik i wykonany w Zakładach Włókienniczych w Poznaniu. Pierwszym opiekunem szkoły (2 poł. lat 60. XX w.) było Przedsiębiorstwo Budownictwa Rolnego w Gryficach, które powstało w 1966 r. W tym okresie na specjalne zaproszenie uczniów odwiedził szkołę gen. bryg. pil. dr W. Hermaszewski. Szkoła prócz olimpiad przedmiotowych zaangażowała się w czyny społeczne. Zajęła I miejsce w Konkursie Pomorze Szczecińskie – piękne, gospodarne i kulturalne.
W roku 1974 stanowisko dyrektora szkoły objęła Regina Czernikiewicz, która rozpoczęła swoją pracę od remontu kapitalnego obiektu. Do roku 1977 ukończono prace nad poszerzeniem bazy sportowej, tj. nowej 100-metrowej bieżni, boiska do piłki ręcznej, nożnej, ścieżki zdrowia i szachownicy.
W połowie lat 70. XX w. na skutek odniesionych przez uczniów sukcesów w zawodach sportowych, m.in. I miejsce w Wojewódzkich biegach przełajowych (1975) i w biegach sztafetowych 8 × 50 m (1976), postanowiono zorganizować klasę sportową. W kolejnych latach szkoła odnosiła liczne sukcesy sportowe i była kilkakrotnie wyróżniana jako najlepiej usportowiona placówka w województwie (m.in. w 1979 i 1980 r.). Nawiązano również współpracę z miejscowymi klubami sportowymi: strzelectwa sportowego Baszta, tenisa stołowego Nasiennik oraz piłki nożnej Sparta Gryfice.

### Lata 1980–1990
W 1980 r. szkoła obchodziła jubileusz z okazji 20-lecia pracy dydaktyczno-wychowawczej. W tym roku także utworzono Izbę harcerską.
W 1982 r. nastąpiło uroczyste otwarcie Izby Tradycji szkoły. Z inicjatywą jej powołania wystąpiła cztery lata wcześniej ówczesna dyr. Regina Czernikiewicz (historyk). Przy współudziale gryfickich kombatantów zebrano pamiątki z okresu II wojny światowej. W sali tej do końca roku szkolnego 2008/2009 odbywały się zajęcia z historii i społeczeństwa. Dzięki zabiegom nauczycieli, zbiory wzbogacano o nowe eksponaty. W tym czasie powstało również koło Ligi Morskiej. W kolejnych latach swoich działań – uczniowie odnosili sukcesy w Polsce.

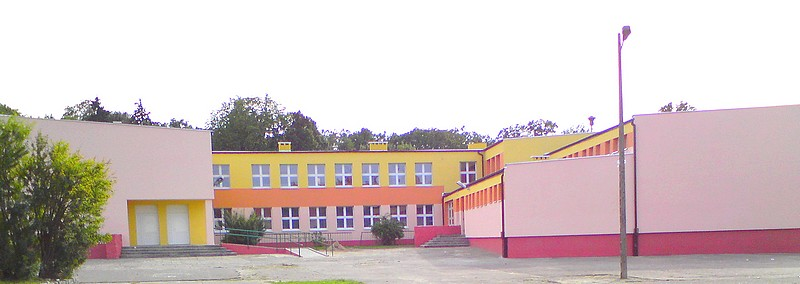
Szkoła Podstawowa nr 3 od strony boiska

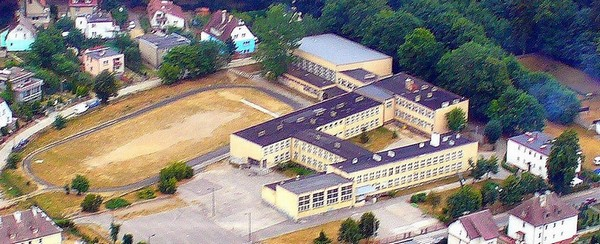
SP 3 Gryfice z lotu ptaka w 2007 r.

Rozbudowa szkoły rozpoczęła się w 1984 r. Wykonaniem projektu zajęła się Spółdzielnia Mieszkaniowa Nad Regą. W cztery lata później oddano do użytku nowe skrzydło z 6 izbami lekcyjnymi (czwarta kondygnacja), halą sportową, nową stołówką, kuchnią (mezzanino) i kotłownią CO. Utworzenie nowego skrzydła szkolnego pozwoliło na poprawę warunków dydaktycznych uczniów i pracy nauczycieli. Miasto natomiast zyskało nowy obiekt sportowy, który do dziś służy społeczności lokalnej, w celu organizacji zawodów i turniejów w halowej piłce siatkowej, piłce nożnej i koszykówce.
W roku 1985 nowym dyrektorem został Roman Łobożewicz. Pełnił swoje obowiązki przez 22 lata.
W kolejnych latach uczniowie odnosili liczne sukcesy, w zawodach sportowych (także szachach), olimpiadach przedmiotowych, festiwalach i przeglądach teatralnych. Kronika szkoły odnotowała osiągnięcia uczniów w rejonie, województwie i Polsce. Stan ten utrzymuje się do dziś. Szkoła w latach 80. XX w. prowadziła współpracę z niemiecką szkołą podstawową w Satow (miasto w dawnej NRD). W ramach obopólnych porozumień doszło do kilkakrotnej wymiany dzieci w latach 1986–1990.

### Lata 1990–2000
W roku szkolnym 1990–1991, z inicjatywy samorządu uczniowskiego zorganizowano międzyszkolne współzawodnictwo uczniów i nauczycieli – Rambit. Do rywalizacji przystąpiły wszystkie szkoły podstawowe. Prócz rozgrywek sportowych uwzględniono również osiągnięcia uczniów w olimpiadach przedmiotowych. Rywalizację wygrała Szkoła Podstawowa nr 3. Nagrodą główną był zestaw do odbioru telewizji satelitarnej, którą zainstalowano w szkole.
W latach 1996–1997 położono nową elewację w starej części obiektu oraz wymieniono stolarkę okienną od strony ul. Rodziewiczówny. W tym okresie miała miejsce wizyta ks. bp. Mariana Kruszyłowicza. Prócz uroczystej akademii, zorganizowano również spotkanie z gronem pedagogicznym.
W 1998 r. Ramona Rey (właśc. Katarzyna Okońska), znana polska piosenkarka ukończyła Szkołę Podstawową nr 3. Angażowała się w działalność Ligi Morskiej. Na festiwalach i różnorodnych przeglądach piosenki żeglarskiej (Rafa 97, Shanties 98) odnosiła wiele sukcesów. W tym samym roku szkołę ukończyła również Anna Baltrukiewicz, reprezentantka Polski w wyborach Miss Europy 2002. W 1999 szkoła żegnała pierwszych szóstoklasistów. Od 2000 r. w placówce organizowany jest memoriał Sławomira Białego, wieloletniego nauczyciela wych. fizycznego, II ligowego zawodnika piłki siatkowej (Klub sportowy Gryf Gryfice). Pod jego kierunkiem uczniowie szkoły osiągali sukcesy w zawodach wojewódzkich, makroregionalnych oraz finałach Ogólnopolskich Igrzysk Sportowych (XII miejsce w 1992 r.). S. Biały specjalizował się w piłce siatkowej. Zorganizowano już ponad 10 edycji rozgrywek w tej dyscyplinie sportu. W turnieju biorą udział m.in. drużyny ze Szczecina, Poznania, Pyrzyc, Gorzowa Wlkp, oraz regionu Gryfic.

### Lata 2000–2009
Do 30 czerwca 2000 r. placówka zatrudniała 174 nauczycieli i 104 pracowników niepedagogicznych.
Na początku nowego tysiąclecia rozformowano miejscową Jednostkę Wojskową 36-92 (2001). Rolę opiekuna szkoły przejęła Jednostka Wojskowa 33-46 z Mrzeżyna, należąca do 78. Pułku Rakietowego Obrony Powietrznej. Na terenie obiektu szkolnego w 2003 r. postawiono pomnik – zdemilitaryzowaną rakietę przeciwlotniczą, upamiętniający patrona szkoły i nadanego imienia. W okresie lat 2001–2008 do awansu przystąpili pierwsi pedagodzy. Do roku 2007 stopień awansu zawodowego nauczyciela dyplomowanego uzyskało 30 nauczycieli.
W roku 2007 stanowisko dyrektora managera objęła Agnieszka Mackojć.
W latach 2007–2009, dzięki dotacjom unijnym – przeprowadzono termomodernizację obiektu szkolnego. M.in. wymieniono stolarkę okienną, drzwi, grzejniki. Położono wykładzinę antypoślizgową na korytarzach i salach gimnastycznych. Ocieplono budynek (starą część szkoły), wykonano podjazdy dla niepełnosprawnych, wymieniono nawierzchnię. Pod potrzeby oddziału przedszkolnego przeprowadzono remont generalny dawnej Pracowni technicznej.
Działalność uczniów i angażowanie się w życie szkoły przedstawiła Łucja Chmiel, w swojej monografii.

Dużą rolę w życiu kulturalnym i organizacyjnym szkoły odegrał Samorząd Uczniowski, chór szkolny, zespół mandolinistów, organizacje uczniowskie jak: TPPR, PCK, LM, LOP, SKKT, ZHP, koła sportowe, dramatyczne, recytatorskie, plastyczne, techniczne i taneczne, jak też wiele innych. Dzięki swojej systematycznej działalności organizacje szkolne i koła zainteresowań, w dużej mierze przyczyniły się do wzbogacenia postaw intelektualnych uczniów i pomogły w rozbudzaniu zainteresowań, w różnych kierunkach.

### Szkoła dziś

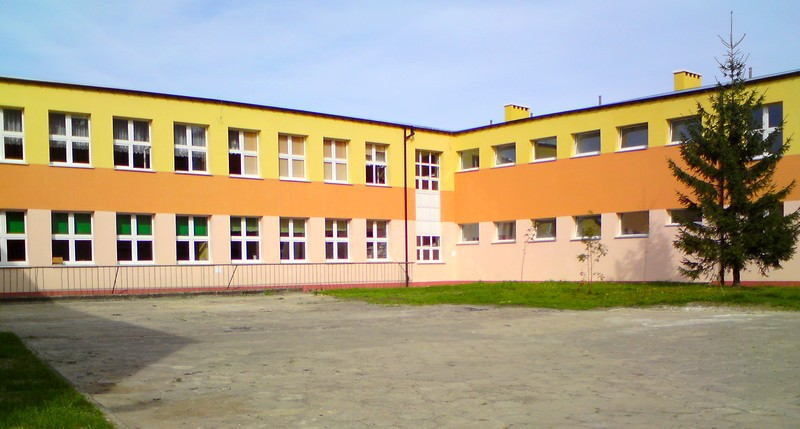
Dziedziniec szkolny

Placówka jest jedną z dwóch publicznych szkół podstawowych zlokalizowanych w Gryficach (do reformy oświaty w 1999 była jedną z czterech). Powierzchnia zabudowy obiektu wynosi 3136 m², użytkowa równa jest 5263 m², natomiast kubatura – 26612 m³. Szkoła posiada 31 izb lekcyjnych, w tym 3 sale komputerowe, jedną halę sportową, jedną salę gimnastyczną, trzy boiska sportowe, bibliotekę szkolną, audiowizualną salę do nauki języków obcych, gabinet stomatologiczny, punkt pierwszej pomocy i stołówkę. Szkoła jest monitorowana.
Placówka zatrudnia 58 nauczycieli (w tym 35 dyplomowanych i 14 mianowanych), 16 pracowników obsługi administracyjnej i 1 pracownika informatycznego (stan na 30 września 2009 r.). Organizuje zajęcia pozalekcyjne i dni okolicznościowe (m.in. Święto Szkoły, Dzień Patrona Szkoły – powiązany z konkursem wiedzy o Wojskach Obrony Powietrznej Kraju oraz Dni Sportu Szkolnego). We wrześniu 2009 r. do nauki przystąpiło 657 uczniów (stan na 30 września 2009). Do szkoły przyjęto pierwszych 5 latków. Szkoła prowadzi współpracę z instytucjami, organizacjami społecznymi oraz samorządowymi.
W placówce, poza organizacjami młodzieżowymi i kołami zainteresowań działa zespół wokalno-muzyczny złożony z pracujących w niej nauczycieli. Koncertuje od 2006 r. W szkole funkcjonuje Rada rodziców, Związek Nauczycielstwa Polskiego i Samorząd uczniowski. Powołany jest Społeczny Inspektor ds. bezpieczeństwa oraz Zakładowy Społeczny Inspektor Pracy.
25 marca 2010 r. w Urzędzie Miejskim w Gryficach podpisano umowę dotyczącą budowy kompleksu sportowego „Moje Boisko – Orlik 2012”, która przewidywała m.in. przebudowę obecnych boisk sportowych przy SP 3 Gryfice i dostosowanie ich do potrzeb społecznych. Realizacja inwestycji rozpoczęła się z początkiem kwietnia 2010 r. Zakładała m.in. budowę boisk: wielofunkcyjnego (m.in. boisko do piłki nożnej, bieżnia, skocznia), piłki koszykowej, tenisa ziemnego, skateparku oraz modułowego zaplecza boisk, typu Standard + (w ramach programu „Orlik 2012”) i in. Prace budowlane zostały zakończone w sierpniu 2010 r., a 1 września nastąpiło oficjalne otwarcie nowego kompleksu sportowego. Zrezygnowano z budowy skateparku, który był ujęty w planach inwestycyjnych. W jego miejsce powstał plac zabaw dla dzieci. Koszt projektu wyniósł 1479 tys. złotych.
21 maja 2010 r. placówka obchodziła jubileusz 50-lecia.
21 maja 2020 r. placówka obchodziła jubileusz 60-lecia.

## Odznaczeni pracownicy

### Odznaczenia państwowe
Złotym Krzyżem Zasługi zostali uhonorowani następujący nauczyciele:
- Wiesława Kołkowska-Jaszczak, nauczyciel języka polskiego (1988 r.).

Srebrnym Krzyżem Zasługi:
- Krystyna Czech, nauczyciel historii i języka polskiego (2005 r.).

Brązowym Krzyżem Zasługi:
- Anna Aleksiuk, nauczyciel edukacji wczesnoszkolnej i wychowania fizycznego (2003 r.),
- Krystyna Czech, nauczyciel historii i języka polskiego (2004 r.),
- Roman Łobożewicz, nauczyciel wychowania fizycznego i informatyki (lata 80. XX w.),
- Grażyna Nawrocka, nauczyciel edukacji wczesnoszkolnej (2003 r.),
- Janina Orłowska, nauczyciel matematyki (lata 80. XX w.).

Złotym Medalem za Długoletnią Służbę:
- Ewa Wilczewska, nauczyciel edukacji wczesnoszkolnej (2011 r.).

Srebrnym Medalem za Długoletnią Służbę:
- Lilla Górska, nauczyciel edukacji wczesnoszkolnej (2010 r.),
- Wanda Kamińska, nauczyciel edukacji wczesnoszkolnej (2010 r.),
- Regina Kapela, nauczyciel wychowania fizycznego (2011 r.),
- Krystyna Staszak, nauczyciel edukacji wczesnoszkolnej (2010 r.)[42].

### Odznaczenia resortowe
Medalem Komisji Edukacji Narodowej zostali uhonorowani następujący nauczyciele:
- Zofia Brzezińska, pedagog szkolny (2009 r.),
- Lilla Górska, nauczyciel edukacji wczesnoszkolnej (2011 r.),
- Wanda Kamińska, nauczyciel edukacji wczesnoszkolnej (2011 r.),
- Wiesława Kołkowska-Jaszczak, nauczyciel języka polskiego (2011 r.),
- Roman Łobożewicz, nauczyciel wychowania fizycznego i informatyki (2005 r.)
- Krystyna Staszak, nauczyciel edukacji wczesnoszkolnej (2011 r.)[43].

## Ważniejsze osiągnięcia uczniów

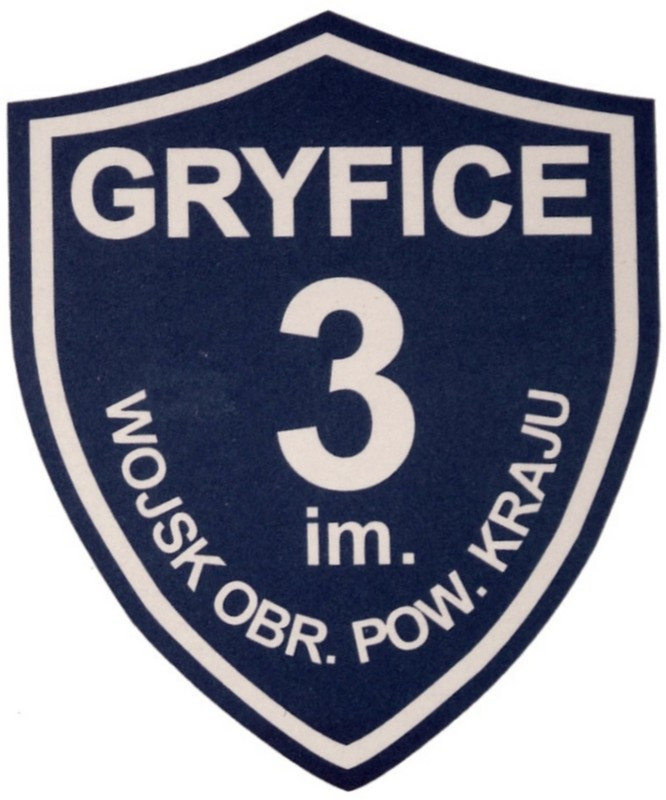
Tarcza szkoły

- I miejsce w finałach Mistrzostw Polski w Lekkiej Atletyce szkół podstawowych, 1987.
- III miejsce w deblu tenisa stołowego. Centralne finały szkół podstawowych, 1987.
- I miejsce w Ogólnopolskim Turnieju Ligi Morskiej, 1990.
- I miejsce koła Ligi Morskiej na Zlocie Jungów LM, Puck 1994, 1996, 1998.
- I miejsce dla zespołu Laski Bosmana, [w:] Wiatrak 97 – Ogólnopolskim Festiwalu Piosenki Morskiej, 1997.
- III miejsce w Rafa 97 – Ogólnopolskim Spotkaniu z piosenką Żeglarską, 1997.
- 3 nagrody w Shanties 98 – Międzynarodowym Festiwalu Piosenki Żeglarskiej, 1998.
- III miejsce w Mistrzostwach Polski – czwórbój lekkoatletyczny chłopców szkół podstawowych. Bydgoszcz 2002.
- II miejsce w Ogólnopolskim Konkursie Historycznym Polityk Junior 2003. Szczecin 2003[10][4].

## Akcje charytatywne

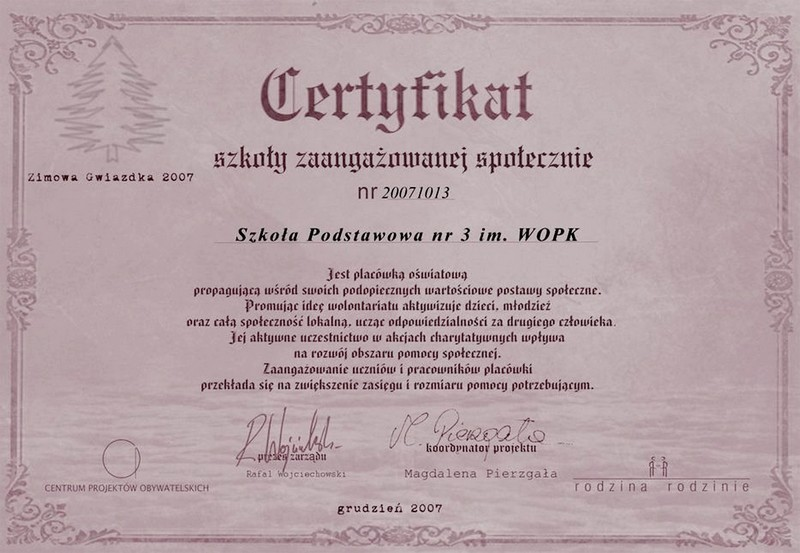
Certyfikat szkoły zaangażowanej społecznie

- Udział w czynach społecznych w latach 1960–1989.
- Udział w akcji (ang.) Clean up the World (pol. Sprzątanie świata).
- Udział w akcji Góra Grosza[44].
- Udział w pracach wolontariatu na rzecz Wielkiej Orkiestry Świątecznej Pomocy.
- Udział w pracach charytatywnych na rzecz Pomocy rodzina rodzinie[4].

## Pierwsi nauczyciele SP3 Gryfice
| 1  | Łucja Chmiel                   | język polski, biblioteka        |
| 2  | Irena Ciesielska               | biblioteka                      |
| 3  | Antoni Cieśliński              | język polski                    |
| 4  | Jan Dąbrowski                  | historia                        |
| 5  | Irena Drozdowicz               | matematyka                      |
| 6  | Barbara Dybczak                | biologia, chemia                |
| 7  | Alicja Kasak                   | klasy I-IV                      |
| 8  | Franciszka Mieszko             | plastyka                        |
| 9  | Roman Miszel                   | wychowanie fizyczne, biologia   |
| 10 | Janina Orłowska (Pietruczenik) | matematyka                      |
| 11 | Paweł Pawelec                  | historia                        |
| 12 | Zofia Salmonowicz              | biologia                        |
| 13 | Mirosława Sikora               | język polski, biblioteka        |
| 14 | Gertruda Skorecka              | klasy I-IV                      |
| 15 | Karol Skorecki                 | fizyka, prace ręczne            |
| 16 | Helena Stencel (Mrzygłód)      | wychowanie fizyczne, klasy I-IV |
| 17 | Maria Stępień                  | klasy I-IV                      |
| 18 | Janina Wilczak                 | klasy I-IV, śpiew               |
| 19 | Kamila Witkiewicz              | język rosyjski                  |
| 20 | Maria Wygoda                   | plastyka                        |
| 21 | Krystyna Zdunek                | klasy I-IV                      |

## Dane statystyczne

### Zatrudnieni nauczyciele, uczniowie, absolwenci w latach 1960–1988
| Liczba nauczycieli, uczniów i absolwentów SP3 Gryfice w latach 1960–1988 | Liczba nauczycieli, uczniów i absolwentów SP3 Gryfice w latach 1960–1988 | Liczba nauczycieli, uczniów i absolwentów SP3 Gryfice w latach 1960–1988 | Liczba nauczycieli, uczniów i absolwentów SP3 Gryfice w latach 1960–1988 | Liczba nauczycieli, uczniów i absolwentów SP3 Gryfice w latach 1960–1988 |
| Lp.                                                                      | Rok szkolny                                                              | L. nauczycieli                                                           | L. uczniów                                                               | L. absolwentów                                                           |
| ------------------------------------------------------------------------ | ------------------------------------------------------------------------ | ------------------------------------------------------------------------ | ------------------------------------------------------------------------ | ------------------------------------------------------------------------ |
| 1                                                                        | 1960/61                                                                  | 20                                                                       | 757                                                                      | 75                                                                       |
| 2                                                                        | 1961/62                                                                  | 22                                                                       | 830                                                                      | 75                                                                       |
| 3                                                                        | 1962/63                                                                  | 24                                                                       | 852                                                                      | 64                                                                       |
| 4                                                                        | 1963/64                                                                  | 25                                                                       | 863                                                                      | 118                                                                      |
| 5                                                                        | 1964/65                                                                  | 26                                                                       | 870                                                                      | 81                                                                       |
| 6                                                                        | 1965/66                                                                  | 29                                                                       | 890                                                                      | 113                                                                      |
| 7                                                                        | 1966/67                                                                  | 30                                                                       | 858                                                                      | 78                                                                       |
| 8                                                                        | 1967/68                                                                  | 22                                                                       | 768                                                                      | 99                                                                       |
| 9                                                                        | 1968/69                                                                  | 23                                                                       | 670                                                                      | 88                                                                       |
| 10                                                                       | 1969/70                                                                  | 23                                                                       | 658                                                                      | 128                                                                      |
| 11                                                                       | 1970/71                                                                  | 24                                                                       | 619                                                                      | 97                                                                       |
| 12                                                                       | 1971/72                                                                  | 25                                                                       | 618                                                                      | 109                                                                      |
| 13                                                                       | 1972/73                                                                  | 25                                                                       | 660                                                                      | 99                                                                       |
| 14                                                                       | 1973/74                                                                  | 26                                                                       | 558                                                                      | 90                                                                       |
| 15                                                                       | 1974/75                                                                  | 25                                                                       | 539                                                                      | 64                                                                       |
| 16                                                                       | 1975/76                                                                  | 30                                                                       | 510                                                                      | 76                                                                       |
| 17                                                                       | 1976/77                                                                  | 26                                                                       | 503                                                                      | 52                                                                       |
| 18                                                                       | 1977/78                                                                  | 23                                                                       | 609                                                                      | 54                                                                       |
| 19                                                                       | 1978/79                                                                  | 26                                                                       | 665                                                                      | 62                                                                       |
| 20                                                                       | 1979/80                                                                  | 31                                                                       | 717                                                                      | 82                                                                       |
| 21                                                                       | 1980/81                                                                  | 30                                                                       | 791                                                                      | 68                                                                       |
| 22                                                                       | 1981/82                                                                  | 32                                                                       | 770                                                                      | 65                                                                       |
| 23                                                                       | 1982/83                                                                  | 33                                                                       | 825                                                                      | 67                                                                       |
| 24                                                                       | 1983/84                                                                  | 46                                                                       | 833                                                                      | 83                                                                       |
| 25                                                                       | 1984/85                                                                  | 42                                                                       | 902                                                                      | 82                                                                       |
| 26                                                                       | 1985/86                                                                  | 45                                                                       | 934                                                                      | 92                                                                       |
| 27                                                                       | 1986/87                                                                  | 48                                                                       | 948                                                                      | 97                                                                       |
| 28                                                                       | 1987/88                                                                  | 52                                                                       | 975                                                                      | 104                                                                      |

W ciągu pierwszych 28 lat – szkołę ukończyło 2262 uczniów. Zatrudnionych było ponad 160 nauczycieli i ok. 60 osób personelu i obsługi.

### Źródła
- J.W. 36-92 w Gryficach, Akt nadania sztandaru Szkole Podstawowej nr 3 w Gryficach, Gryfice 1972.
- SP 3 Gryfice, Księga zabudowy obiektu, Gryfice 1960-2009.
- Wypisy z kadr szkoły SP 3 Gryfice do 2007.
- Wypisy z protokołów Rad Pedagogicznych SP 3 Gryfice do 2007.

### Opracowania
- Chmiel Ł., Uwagi o działalności Szkoły Podstawowej nr 3 im. Wojsk Obrony Powietrznej Kraju w Gryficach w latach 1960–1988, SP 3 Gryfice, Gryfice 1988.
- Hornik B, Węzłowe problemy rolnictwa powiatu gryfickiego, [w:] T. Białecki (red.), Ziemia Gryficka 1969. T. I, Szczecin 1971.
- Nowak I., Mackojć A., Rys historyczny szkoły 1960-2000, [w:] Biuletyn informacyjny szkoły, SP 3 Gryfice, Gryfice 2000.
- Praca zespołowa, Kronika szkoły 1960 – 2008, Szkoła Podstawowa nr 3, Gryfice 1960-2008.
- Sekuła B., Odbudowa i rozbudowa miast i osiedli Pomorza Zachodniego w latach 1945–1965, [w:] Przegląd Zachodnio-Pomorski, nr 3, Szczecin 1965.

### Opracowania online
- Cieśliński A., Powiat gryficki (pol.), [dostęp 2010-01-31].
- ppłk rez. Fojut K., 26 Brygada Rakietowa Obrony Powietrznej – Gryfice (pol.), [dostęp 2009-10-26].
- Jankowska A., Historia Biblioteki Pedagogicznej w Gryficach (pol.), [dostęp 2009-10-26].
- Klub parlamentarny SLD, Posłowie w okręgach wyborczych (pol.), [w:] Kluby poselskie, Nr 52 (533), IV kadencja. Klub parlamentarny SLD, [dostęp 2009-10-29].
- Mroczkowska A., Oficjalna witryna internetowa Szkoły Podstawowej nr 3 w Gryficach (pol)., [dostęp 2009-10-26].
- Oficjalna strona NIK, Najwyższa Izba Kontroli. Aktualności – współpraca międzynarodowa (pol.), [dostęp 2009-10-25].
- Okońska K., ramona rey (official site) (pol.), [dostęp 2010-04-23].
- Open Source Matters, Miss Europa 2002 (pol.), [dostęp 2009-11-02].
- Podsiadły E., Góra Grosza dla Wikipedii (pol.), [dostęp 2009-10-31].
- Rółkowski M., Miss Europe 2002 Photographic Exhibition (ang.), [dostęp 2009-11-02].
- Urząd Miejski w Gryficach, Moje boisko ORLIK 2010 dla SP 3 w Gryficach (pol.), [dostęp 2010-04-23].
- Polska. Oświata. Polska Rzeczpospolita Ludowa, [w:] Encyklopedia PWN [online], Wydawnictwo Naukowe PWN [dostęp 2009-11-08].

### Opracowania prasowe
- (ars), Kolejna duma Gryfic, „Panorama gryficka”, nr 16 (132), R. V, Aga Press, Presspublica, Koninko, Gądki 2010, ISSN 1895-6467.
- Borgula A., Złoty jubileusz Trójki, „Panorama gryficka”, nr 10 (126), R. V, Aga Press, Presspublica, Koninko, Gądki 2010, ISSN 1895-6467.
- Jakubowska M., 50-lecie SP 3, „Gazeta gryficka”, nr 21 (270), R. VII, Polska Prasa Pomorska, Łobez 2010, ISSN 1733-6538.
- Nowak I., Nauczycielki uhonorowane, „Panorama gryficka”, nr 19 (135), R. V, Aga Press, Presspublika, Koninko, Gądki 2010, ISSN 1895-6467.